# Bandiera del Trentino-Alto Adige

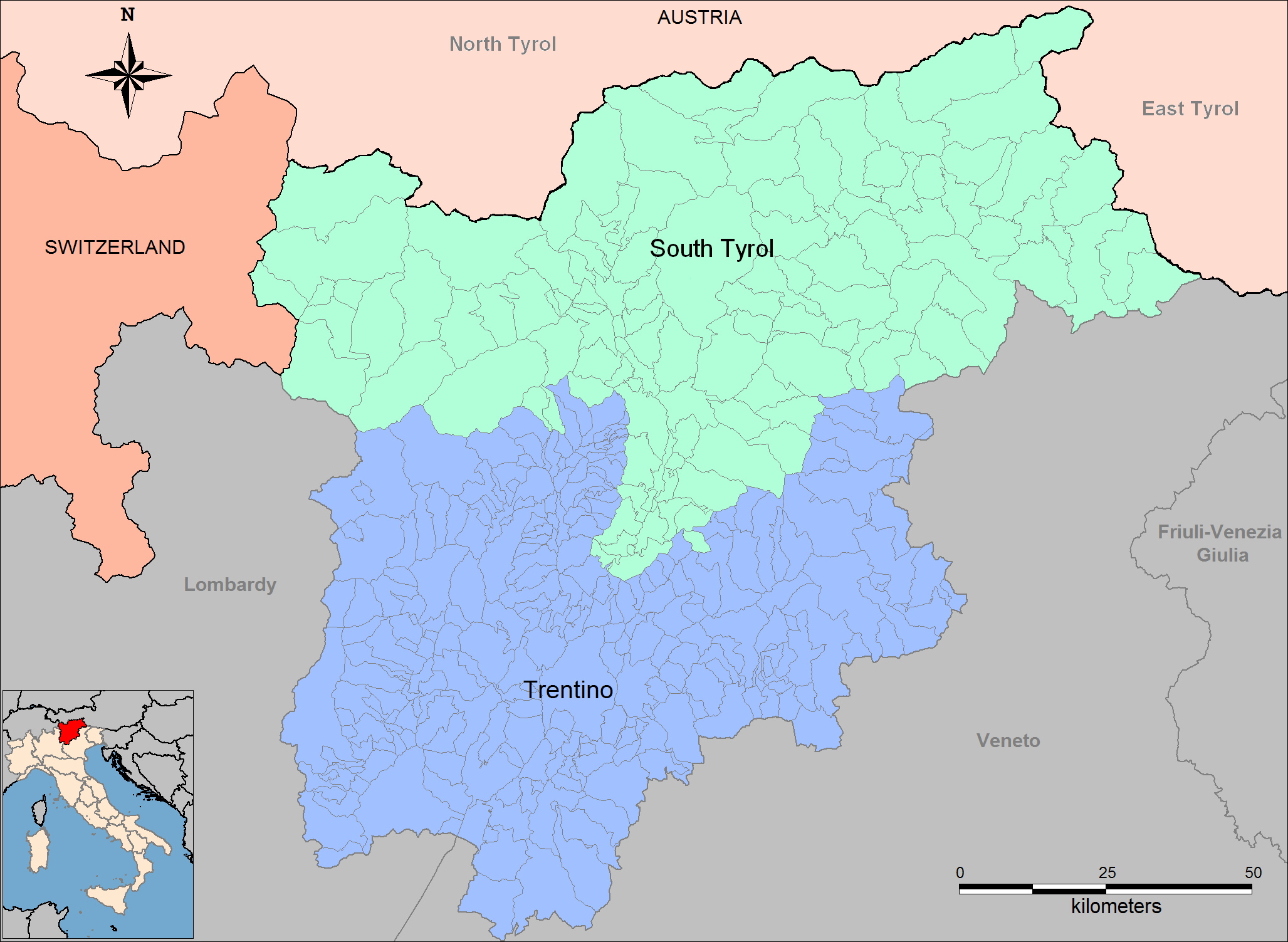
La regione autonoma

La bandiera del Trentino-Alto Adige consiste in uno stemma, contenente due aquile di San Venceslao (Trentino) e due aquile rosse tirolesi (Alto Adige) simboli storici delle due province, che si stagliano su uno sfondo bianco e azzurro. La forma della bandiera è un rettangolo con sopra uno scudo araldico inquadrato.
Come altre bandiere, anche la bandiera del Trentino-Alto Adige si ispira, se pur differentemente, alla bandiera francese introdotta con la rivoluzione del 1789.  Quando l'armata di Napoleone attraversò l'Italia, a partire dal marzo 1796, bandiere di foggia tricolore vennero adottate tanto dalle varie neonate repubbliche giacobine, quanto dai reparti militari che affiancavano l'esercito francese. Nella regione alpina, invece, cominciarono a nascere abbozze del bicolore che oggi conosciamo bene.
Il Trentino-Alto Adige è regione a statuto speciale dal 1948. Le due parti che la compongono, la Provincia di Trento e la Provincia di Bolzano, costituiscono a loro volta due province con particolari prerogative di autonomia definite nel 1972. La bandiera bianco-azzurra, in uso (limitato) dal 1995, riprende le caratteristiche del gonfalone, compreso lo scudo con le aquile inquartate della provincia di Trento (1° e 4°) e di quella di Bolzano (2° e 3°). Il bianco e l'azzurro sono i colori sui quali erano portati in antico gli stemmi di Trento e Bolzano rispettivamente. Non è mai stata definita legalmente, al contrario dello stemma e del gonfalone, deliberati il 17 settembre 1982 e approvati con decreto presidenziale del 21 marzo 1983.

## Storia

Lo stemma del Trentino-Alto Adige è la parte che differenzia la bandiera dalle altre

La bandiera non ha origini antiche, deriva con molta probabilità dal tricolore francese, con i colori nella bandiera e nello stemma.
Con la rioccupazione austriaca degli Asburgo, completata nel 1814 dal Bellegarde ai danni di Eugenio di Beauharnais, il bicolore Trentino-Altoatesino venne del tutto abbandonato, quale simbolo del trascorso regime napoleonico. Con esso, infatti, certamente si identificava. Riguardo al Trentino, il primo segnale pubblico delle intenzioni austriache di dissolvere l'esercito del Regno d'Italia consistette nel divieto, impartito dal Bellegarde il 13 giugno 1814, di indossare coccarde tricolori, evidentemente assai diffuse.
Con certezza Francesco II e Bellegarde erano piuttosto convinti che non fossero, nel frattempo, maturati altri legami.
Ci sono varie versioni sull'origine esatta della bandiera. Una versione sostiene che la bandiera venne creata dopo la prima guerra mondiale, mentre l'altra dice che fu tutto un caso, soprattutto perché si pensava che etnie così differenti, come quella Austriaca e quella italiana, non avessero mai condiviso un territorio. La bandiera del Trentino-Alto Adige ha, a livello di stemma, antiche origini. L'aquila di San Venceslao, costituente lo stemma, venne concessa dal sovrano Giovanni di Lussemburgo, il 9 agosto 1339. Il resto della bandiera si compone di due bande orizzontali azzurra e bianca.

### Le altre due bandiere ufficiali
Siccome la regione Trentino-Alto Adige è formata da due province autonome, la bandiera ufficiale è formata dall'unione di queste due:

La bandiera della Provincia Autonoma di Trento, caricata con l'aquila di San Venceslao

La bandiera della Provincia Autonoma di Bolzano, caricata con l'aquila rossa tirolese

- Lo stemma ufficiale della Provincia di Trento raffigura l'aquila fiammeggiante di San Venceslao, antico simbolo donato dal Re di Boemia Giovanni I al vescovo trentino Niccolò da Bruna come stendardo ufficiale del piccolo esercito del Principato Vescovile di Trento nel 1339. In base allo statuto di autonomia della Regione Autonoma Trentino-Alto Adige entrato in vigore nel 1972 (art.3)[1], la Provincia Autonoma di Trento ha anche un gonfalone ufficiale, uguale alla bandiera ma più stretto e più lungo, esposta nei locali pubblici accanto alla bandiera italiana e a quella europea (esso sostituisce la bandiera regionale del Trentino-Alto Adige, usata raramente). Bandiera in uso dal 1995, mai adottata per legge, ma largamente usata dalle istituzioni della provincia. Copiata dal gonfalone concesso il 4 gennaio 1988, reca l'antico stemma, ripreso nel 1983, con l'aquila "fiammata" di San Venceslao concesso il 9 agosto 1339 dal re Giovanni di Boemia al principe-vescovo di Trento Nicolas Alreim. I colori erano già sulle ultime bandiere del principato vescovile. La provincia gode di particolare autonomia, paragonabile a quella di una regione a statuto speciale
- Bandiera altoatesina: nota dal 1995, non adottata per legge ancorché in uso (soprattutto nella versione "pendente", appesa per il lembo superiore e molto allungata), porta al centro l'antico stemma (modificato radicalmente con la secessione all'Italia) dei conti di Tirolo. Il disegno di quest'ultimo, ispirato a una raffigurazione del 1370, fu adottato dalla giunta provinciale il 30 luglio 1982 e approvato con decreto del Presidente della Repubblica il 21 marzo 1983. I colori, presi dallo stesso stemma, sono i medesimi del gonfalone approvato il 21 novembre 1996. La provincia di Bolzano, a maggioranza di lingua tedesca, gode come quella di Trento (dalla quale si è staccata nel 1927) di una speciale autonomia.

### La bandiera della regione

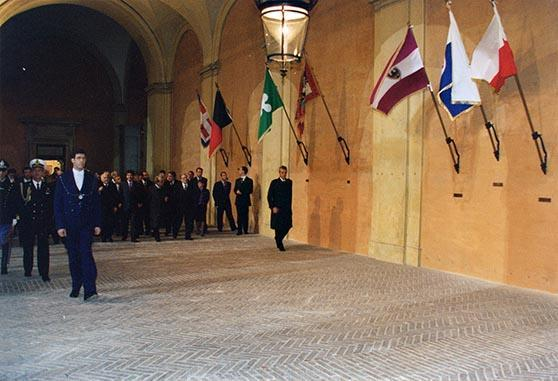
Sulla destra, la bandiera del Trentino-Alto Adige esposta, insieme ai vessilli delle relative province autonome, al Palazzo del Quirinale il 4 novembre 1995.

Per quasi 20 anni le due bandiere del Trentino e dell'Alto Adige furono un simbolo clandestino utilizzato dagli indipendentisti della regione, tanto che, dal 1936, fu addirittura considerato un reato (dal regime fascista) esporre in pubblico la bandiera; l'unica bandiera permessa era, infatti, quella italiana. Nel 1948 la concessione dell'autonomia speciale e l'elezione del primo presidente della regione Trentino-Alto Adige rese possibile un anno dopo, con l'entrata in vigore della costituzione regionale, l'ufficializzazione della bandiera regionale, da usarsi insieme alla bandiera italiana.
La prima versione prevedeva la metà superiore in blu (con la medesima nuance di quella del tricolore francese) e quella inferiore in bianco; nel 1995 la prima commissione regionale invertì i colori. In quello stesso anno il vessillo, il 4 novembre, fu esposto insieme alle altre bandiere regionali (perlopiù a loro volta prive di riconoscimento normativo) al Palazzo del Quirinale.

## Proporzioni
Il rapporto tra l'altezza e la base del rettangolo è di 2/3. Il lato del rettangolo è più piccolo della base. Lo stemma (quadrato sopra ed a forma di semicerchio sotto) è inscritto precisamente al centro, si divide in quattro sezioni, a coppie (uguali a due a due) inverse delle aquile, e termina con una punta arrotondata verso il basso. La divisione dei colori si ha precisamente nel mezzo ed orizzontalmente.

## Composizione della bandiera
La bandiera della regione è frutto di un'unione dei simboli (le aquile) del Trentino e dell'Alto Adige. Essa si compone, poi, di due bande, una bianca ed una azzurra, che rappresentano, secondo alcuni, il cielo e la neve o i ruscelli della regione e le nubi che ricoprono i ghiacciai dei monti. La divisione in due rappresentano i due gruppi etnici della regione.
Bandiera"Per quanto concerne la bandiera della Regione Autonoma Trentino-Alto Adige; essa è composta da un bicolore bianco ed azzurro od alternativamente bianco e blu (colori sui quali, anticamente, si portavano gli stemmi di Trento e Bolzano) caricato al centro dallo stemma ufficiale regionale. La bandiera, raramente impiegata ed ufficiosamente riconosciuta (non se ne conosce il motivo ma mai impiegata ufficialmente), viene spesso rimpiazzata dalle più popolari bandiere delle due province autonome o dalla bandiera ladina."
Stemma"D'argento inquartato: il primo ed il quarto all'aquila antica di Trento di nero, rostrata e membrata d'oro, contornata da fiamme di rosso uscenti e linguata di rosso fiammeggiante, con le ali caricate da sostegni d'oro con trifogli dello stesso nel contorno alare; il secondo ed il terzo all'aquila antica del Tirolo di rosso, rostrata e membrata d'oro, linguata di rosso, con le ali caricate da sostegni d'oro." (DPR 21/03/1983)

## Galleria d'immagini

Bandiera del comune di Trento, con l'aquila di San Venceslao
Bandiera della provincia autonoma di Trento, con l'aquila di San Venceslao
Bandiera del Principato Vescovile di Trento fino al 1796
Bandiera del Principato Vescovile di Trento dal 1801 fino al 1802
Bandiera proposta dalla Lega Nord per la provincia autonoma di Trento
Bandiera della provincia autonoma di Bolzano, con l'aquila rossa tirolese
Bandiera della regione Trentino-Alto Adige, con al centro lo stemma
Bandiera del Tirolo, in uso fino al termine della prima guerra mondiale